# Franklin Gothic
Franklin Gothic è un tipo di carattere sans-serif disegnato da Morris Fuller Benton (1872-1948) nel 1903. È uno degli oltre 200 tipi disegnati da Benton.

## Storia
Si presume che il nome sia un'attribuzione a Benjamin Franklin, mentre l'attributo "gothic" è l'equivalente (anche se sempre meno usato) di sans-serif nei paesi anglofoni.
L'intera famiglia di caratteri, che include anche le varianti condensata ed extra-condensata, fu pubblicata negli anni tra il 1902 ed il 1912. Include inoltre diversi spessori, in crescendo: book, medium, demi, heavy.
Si distingue da molti altri caratteri sans-serif per la sua a tradizionale e particolarmente per la sua g a due anelli (cosa abbastanza rara per un carattere sans-serif). La coda della Q parte dal centro del fondo del corpo della lettera e curva verso destra mantenendo sempre lo stesso peso.
Nel 1980 il font designer Victor Caruso crea ITC Franklin Gothic™.
Nel 1991 David Berlow implementa il carattere con il condensato e il compresso.

## Versioni open source

### Oswald
Oswald, di Vernon Adams, è una versione ottimizzata per gli schermi di Alternate Gothic No. 2, con sei spessori e nessun corsivo.

## Usi
- Franklin Gothic è il carattere ufficialmente adottato dal MoMA di New York.
- Franklin Gothic è il carattere ufficialmente adottato dal Partito laburista britannico.
- Il titolo del film Rocky nelle locandine è in Franklin Gothic Heavy.
- Il logo della ADAC, usato anche sui veicoli di soccorso stradale, è in Franklin Gothic.
- È un font molto usato per le copertine degli album musicali, ad esempio è stato usato per il logo del gruppo punk rock americano Ramones e per scrivere il titolo sulla copertina di un album dei Jethro Tull, Thick As A Brick.